# ستوت
ستوت (انگلیسی: Setut) یا سِنِن... یکی از فراعنهٔ دودمان نهم مصر بود (میان سال‌های ۲۱۶۰ تا ۲۱۳۰ پیش از میلاد، در دوران دوره نخست میانی مصر).
هیچ یافتهٔ باستان‌شناختی معاصر، وجود این پادشاه را تأیید نمی‌کند، چرا که او تنها از طریق فهرست پادشاهان تورین شناخته شده است، جایی که نام ناقصش به‌صورت سِنن[...] در جایگاه ۴٫۲۲ ثبت شده است. او احتمالاً پس از نب‌کاورع ختی یا واح‌کارع ختی از هراکلئوپولیس فرمان رانده و یکی از پادشاهان کوتاه‌دورهٔ اواخر دودمان نهم بوده است. پس از او پادشاهی ناشناس از همان دودمان بر تخت نشست.